# Vicente López-Ibor Mayor
Vicente López-Ibor Mayor (Madrid, 20 de marzo de 1959) es ex comisionado de la Comisión Nacional de la Energía, de la Comisión Nacional del Sistema Eléctrico de España y ex consejero Especial del Comisario de Energía de la UE.
Es socio fundador y presidente del despacho de abogados Estudio Jurídico Internacional Abogados López-Ibor Mayor & Asociados (EJI), especializado en derecho energético y ambiental. Profesor de la Universidad Pontificia Comillas (codirector del Master Universitario en Sector Eléctrico [Erasmus Mundus]). Es miembro del Consejo Asesor de Planet First Partners; presidente de la Asociación Española de Derecho de la Energía (AEDEN) y de la Federación Europea de Asociaciones de Derecho de la Energía (EFELA).

## Carrera profesional
Hijo del ilustre psiquiatra infantil español Vicente López-Ibor Camós. Ha desarrollado la mayor parte de su vida profesional en el sector energético, en el ámbito jurídico y en el fomento de iniciativas vinculadas a las energías renovables. Se licenció y doctoró en Derecho en la Universidad Complutense de Madrid. Es graduado por Harvard Business School (OPM50) y por el IESE (AMP). Mayor tiene un doctorado en Derecho por la Universidad de Complutense de Madrid.
Fue director de Asuntos Jurídicos, presidente del Comité Legal y Presidente del Comité Jurídico y del de Contratación Pública en UNESA (Asociación Española de la Industria Eléctrica). Fue asimismo secretario general de la organización y del Consejo, de 1995 a 1999.[cita requerida] Fue director general de la firma española de infraestructuras y servicios de medioambiente Fomento de Construcciones y Contratas (FCC), y miembro del Comité de Dirección del Grupo, así como consejero de varias sociedades participadas, como Xfera (Yoigo).
López-Ibor Mayor ha sido miembro de los Comités Ejecutivo, Legal y Estratégicos de Eurelectric (Comité Europeo de Empresas Eléctricas) y de UNIPEDE (Unión Internacional de Productores y Distribuidores de Energía Eléctrica). También fue miembro del comité organizador de la Cumbre Mundial Solar y asesor Especial del Programa Energético de la Unesco (1989-1994); experto en el Consejo Energético del Comité Social y Económico de las Comunidades Europeas (1990-1992); asesor Especial del Comisario de Energía, Transporte y Relaciones Institucionales de la Comisión Europea (1994-1999); miembro fundador del Consejo Europeo de Reguladores de Energía y miembro de la Junta Directiva de la Federación Europea de Alumnos Americanos ENAM (2011-2018).
López-Ibor Mayor fundó en 2010 Lightsource Renewable Energy Ltd, presidiendo dicha compañía durante siete años; fue también Senior Counsel en la firma anglosajona Olswang. En la actualidad es presidente de honor de la Asociación Norteamericana VÍA-Jefferson Circle española (fue presidente de la Asociación desde su constitución en el año 2000); miembro del Consejo Asesor de Global Ties U.S.; copresidente del Comité de Ciencia e Innovación del Círculo de Empresarios de España.

## Actualidad
Es presidente de EJI López-Ibor Abogados; de EFELA, la Federación Europea del Derecho de la Energía, así como presidente de AEDEN (Asociación Española de Derecho Energético). Es igualmente presidente de AMPERE ENERGY. Es miembro del Consejo Asesor de Planet First Partners.

## Publicaciones
Es autor, entre otros muchos, de los siguientes libros y publicaciones:
- Autor del libro “Energie et Société”, en colaboración con Pierre Bauby, Alain Beltran, B. Berkovsky, T. Serber, M. Locquin y S.C. Mills. Editorial Publisud. París, 1995.
- Director de la obra colectiva “La contratación pública en los llamados sectores excluidos”. Editorial Civitas. 1997.
- Co-autor de la obra “La liberalización de sectores estratégicos y el proceso de convergencia oportunidades empresariales”, con el capítulo sobre “La liberalización del sector eléctrico: perspectiva jurídica”. Ed. Cámara de Comercio e Industria de Madrid. 1997.
- Co-autor de la obra "Derecho de Sociedades" (Editorial CISS), redactor de los Capítulos sobre Fusiones y Escisiones de Empresas.
- Autor del Prólogo del libro “Regulación Sectorial y Competencia”. Editorial Civitas y Fundación Hidroeléctrica del Cantábrico. Madrid. Noviembre 1999.
- Co-autor en la obra colectiva: “Comentarios a la Ley General de Telecomunicaciones”. Editorial Civitas. Dirigida por los Profesores G. de Enterría y Tomás de la Quadra–Salcedo. Ed. Thomson Reuters-Civitas. 2004.
- Director de la obra colectiva “Comentarios a las Leyes Energéticas: La Ley del Sector Eléctrico”. Editorial Civitas. 2006.
- Director de la obra “Comentarios a la Ley de Reforma del Sector Eléctrico (Ley 17 de 2007). Editorial Civitas, 2006.
- Director de la obra colectiva “Comentarios a las Leyes Energéticas: La Ley del Sector de Hidrocarburos”. Editorial Civitas, 2009.
- Autor del libro “Conversaciones sobre la Energía”. Editorial Civitas-Thomson Reuters. 2012.
- Co-autor de la obra “Tratado de Derecho y Políticas de la Unión Europea”, con el capítulo sobre “Contratación pública y UE. Régimen jurídico de la contratación pública en la Unión Europea”. Instituto Universitario de Estudios Europeos de la Universidad CEU San Pablo. Madrid. 2015.
- Co-autor de la obra “Energy taxation, environmental protection and State Aids”, con el capítulo sobre “Competitiveness and Energy Services: Analysis and Fiscal Incentives”, coordinado por el Instituto Universitario de Estudios Europeos de la Universidad CEU San Pablo y publicado por IBFD Academic. 2016.
- Coordinador y autor del libro “CLEAN ENERGY LAW AND REGULATION. Climate Change, Energy Union and International Governance”.  Editorial Wildy, Simmonds & Hill Publishing. Londres. 2017.
- Co-autor del libro “Energy & Power Futures. In the time of Covid-19... and beyond”. Co-editada por Global Policy (Universidad de Durham) y Global Square. Septiembre 2020.